# Leśno (powiat wejherowski)
Leśno (dodatkowa nazwa w j. kaszub. Lesno) – wieś kaszubska w Polsce położona w województwie pomorskim, w powiecie wejherowskim, w gminie Szemud. W miejscowości znajduje się stadnina koni i szkoła z 1911 roku.
W latach 1975–1998 miejscowość należała administracyjnie do województwa gdańskiego.

## Integralne części wsi
| SIMC    | Nazwa       | Rodzaj    |
| ------- | ----------- | --------- |
| 1015363 | Czarna Góra | część wsi |
| 0175350 | Kopaniewo   | część wsi |
| 1015825 | Tełchów     | część wsi |